# Bissiga
Bissiga è un dipartimento del Burkina Faso classificato come comune, situato della provincia  di Boulgou, facente parte della Regione del Centro-Est.
Il dipartimento si compone del capoluogo e di altri 22 villaggi: Barwagdin, Belemkangrin, Benna, 	Bissiga-Yarcé, Donsin, Gambaaga, Godin, Gounghin-Grand, Gounghin-Petit, Kankaraboguin, Koubéogo, 	Kinzéonguin, Koulbako, Koutiama, Pissalin, Poestenga, Sannabin, Siraboguin, Syalguin, Tikanré, Zamboundi e Zankougdo.